# 오가와 시호 (2003년)
오가와 시호(일본어: 小河 詩朋, 2003년 5월 14일~)는 일본의 축구 선수이다.

## 구단 경력
그는 J1리그의 세레소 오사카에 입단했다. 2020년 J3리그의 세레소 오사카 U-23에서 뛰었다.